# مردگان متحرک: پاره پاره
مردگان متحرک: پاره پاره (به انگلیسی: The Walking Dead: Torn Apart) سریال اینترنتی شش قسمتی بر اساس سریال تلویزیونی مردگان متحرک است. این سریال به طور کامل در ۳ اکتبر ۲۰۱۱ در وب سایت رسمی ای‌ام‌سی پخش شد.

این مجموعه اینترنتی داستان زندگی هانا را در آخرالزمان روایت می‌کند. هانا اولین زامبی است که ریک گرایمز او را می‌کشد.

## بازیگران
| - لیلی بردسل در نقش هانا - گریفین کلیولند در نقش بیلی - رکس لین در نقش مایک پالمر | - ریک اتو در نقش اندرو - مدیسون لیزل در نقش جیمی - دانیل بورجیو در نقش جودی |

## قسمت‌ها
| شم. | عنوان            | کارگردان        | نویسنده      | تاریخ پخش اصلی | زمان |
| --- | ---------------- | --------------- | ------------ | -------------- | ---- |
| ۱   | «روز جدید»       | گریگوری نیکوترو | جان اسپوزیتو | ۳ اکتبر ۲۰۱۱   | ۲:۳۷ |
| ۲   | «مسائل خانوادگی» | گریگوری نیکوترو | جان اسپوزیتو | ۳ اکتبر ۲۰۱۱   | ۲:۲۰ |
| ۳   | «خشونت خانگی»    | گریگوری نیکوترو | جان اسپوزیتو | ۳ اکتبر ۲۰۱۱   | ۳:۱۰ |
| ۴   | «مشاوره همسایه»  | گریگوری نیکوترو | جان اسپوزیتو | ۳ اکتبر ۲۰۱۱   | ۴:۰۰ |
| ۵   | «مادرخوانده»     | گریگوری نیکوترو | جان اسپوزیتو | ۳ اکتبر ۲۰۱۱   | ۲:۲۲ |
| ۶   | «همه چیز می‌میرد» | گریگوری نیکوترو | جان اسپوزیتو | ۳ اکتبر ۲۰۱۱   | ۵:۰۶ |